# Chinijo

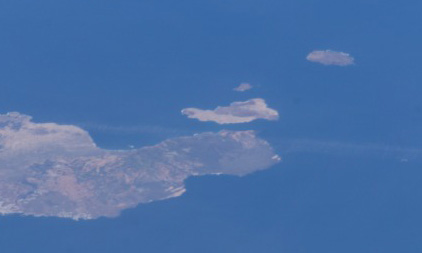
Lanzarote, La Graciosa, Montaña Clara en Alegranza

De Chinijo-archipel is een archipel en natuurpark (opgericht in 1986, 46263 hectare) in het noordoosten van de Canarische Eilanden (Spanje), die de vulkanische eilanden Montaña Clara, Alegranza, Graciosa, Roque del Este, Roque del Oeste en andere klippen omvat. Ze is 192,7 km² groot en behoort tot de gemeente Teguise op Lanzarote. De archipel is, op het eiland Graciosa na, onbewoond en sinds 1986 beschermd als natuurgebied.
De archipel werd in mei 1986 uitgeroepen tot nationaal natuurreservaat, samen met de noordelijke kliffen van Lanzarote, het Risco de Famara en delen van de zandvlakte El Jable en Monte Corona (die allemaal deel uitmaken van de gemeente Haría), en staat bekend als het Parque Natural del Archipiélago Chinijo. Met een totale oppervlakte van 462,36 vierkante kilometer (waarvan 91,12 vierkante kilometer op land) strekt het natuurpark zich uit tot ver buiten de archipel. Sinds 1994 zijn de eilanden Montaña Clara, Roque del Este en Roque del Oeste in dit natuurpark speciaal beschermd als Reserva Natural Integral de los Islotes. Hun bescherming is hoger dan die van de rest van het natuurpark, zodat de toegang tot deze drie eilanden ten strengste verboden is.
In 1986 werd 17,22 vierkante kilometer van het gehele natuurpark uitgeroepen tot speciale beschermingszone voor vogels in het kader van Richtlijn 79/409/EEG inzake het behoud van de vogelstand (ZEPA), een speciale beschermingszone voor vogels. Onder de ongeveer 150 vogelsoorten hier zijn visarenden, woestijnvalken Egyptische gieren belangrijk.
De flora en fauna van dit natuurpark bevat een aantal endemische soorten, met 90 procent van de endemische soorten die in de Chinijo-archipel leven.
De wateren van de Chinijo-archipel zijn in 1995 ook aangewezen als Reserva Marina de Isla Graciosa e Islotes del Norte de Lanzarote als speciale beschermingszone, die door de visserijadministratie van de Canarische Eilanden en het ministerie van Landbouw, Visserij en Voedselvoorziening is toegekend. De zeeschildpadden die hier leven, negen soorten walvissen en dolfijnen en kreeften zijn beschermd.
Op Europees niveau maakt de archipel deel uit van het Natura 2000-netwerk van beschermde gebieden en maakt sinds 1993 deel uit van het biosfeerreservaat van de UNESCO in Lanzarote.